# Detroit Pistons 2010-2011
La stagione NBA 2010-2011 dei Detroit Pistons si concluse con un record di 30 vittorie e 52 sconfitte nella regular season, il 4º posto nella Central Division e il 11º posto della Eastern Conference. 
Per questi risultati, i Detroit Pistons non si qualificarono per i Playoff.

## Draft
| Giro | Scelta | Giocatore     | Posizione | Nazionalità | Università/Club           |
| ---- | ------ | ------------- | --------- | ----------- | ------------------------- |
| 1    | 7      | Greg Monroe   | ala       | Stati Uniti | Georgetown University     |
| 2    | 36     | Terrico White | ala       | Stati Uniti | University of Mississippi |

## Regular season
Central Division
|  |    |                     | G  | V  | P  | %    | GB |
|  | -- | ------------------- | -- | -- | -- | ---- | -- |
|  | 1. | Chicago Bulls (1)   | 82 | 62 | 20 | 75,6 | -  |
|  | 2. | Indiana Pacers (8)  | 82 | 37 | 45 | 45,1 | 25 |
|  | 3. | Milwaukee Bucks     | 82 | 35 | 47 | 42,7 | 27 |
|  | 4. | Detroit Pistons     | 82 | 30 | 52 | 36,6 | 32 |
|  | 5. | Cleveland Cavaliers | 82 | 19 | 63 | 23,2 | 43 |

### Arrivi/partenze
Mercato e scambi avvenuti durante la stagione:
Arrivi
| N° | Naz.                   | Ruolo | Sportivo      |      | Alt. |     |
| -- | ---------------------- | ----- | ------------- | ---- | ---- | --- |
| 12 | Stati Uniti (bandiera) | G     | Will Bynum    | 1983 | 183  | 84  |
| 6  | Stati Uniti (bandiera) | C     | Ben Wallace   | 1974 | 206  | 109 |
| 1  | Stati Uniti (bandiera) | GA    | Tracy McGrady | 1979 | 203  | 101 |

Partenze
| N° | Naz.                   | Ruolo | Sportivo    |      | Alt. |     |
| -- | ---------------------- | ----- | ----------- | ---- | ---- | --- |
| 38 | Stati Uniti (bandiera) | A     | Kwame Brown | 1982 | 211  | 122 |

## Roster
| N° | Naz.                       | Ruolo | Sportivo           | Anno | Alt. | Peso |
| -- | -------------------------- | ----- | ------------------ | ---- | ---- | ---- |
| 1  | Stati Uniti (bandiera)     | GA    | Tracy McGrady      | 1979 | 203  | 101  |
| 3  | Stati Uniti (bandiera)     | G     | Rodney Stuckey     | 1986 | 196  | 93   |
| 5  | Stati Uniti (bandiera)     | A     | Austin Daye        | 1988 | 211  | 91   |
| 6  | Stati Uniti (bandiera)     | C     | Ben Wallace        | 1974 | 206  | 109  |
| 7  | Regno Unito (bandiera)     | G     | Ben Gordon         | 1979 | 191  | 91   |
| 9  | Stati Uniti (bandiera)     | A     | Chris Wilcox       | 1982 | 208  | 100  |
| 10 | Stati Uniti (bandiera)     | AC    | Greg Monroe        | 1990 | 211  | 113  |
| 12 | Stati Uniti (bandiera)     | G     | Will Bynum         | 1983 | 183  | 84   |
| 22 | Stati Uniti (bandiera)     | A     | Tayshaun Prince    | 1980 | 206  | 98   |
| 31 | Rep. Dominicana (bandiera) | A     | Charlie Villanueva | 1984 | 211  | 109  |
| 32 | Stati Uniti (bandiera)     | GA    | Richard Hamilton   | 1978 | 198  | 84   |
| 35 | Stati Uniti (bandiera)     | A     | DaJuan Summers     | 1988 | 203  | 109  |
| 54 | Stati Uniti (bandiera)     | A     | Jason Maxiell      | 1983 | 201  | 118  |

## Staff tecnico
- Allenatore: John Kuester
- Vice-allenatori: Darrell Walker, Pat Sullivan, Brian Hill
- Vice-allenatore/scout: Bill Pope
- Preparatore fisico: Arnie Kander
- Preparatore atletico: Mike Abdenour